# Liste des bandes indiennes au Nouveau-Brunswick
Cet article présente une liste des bandes indiennes au Nouveau-Brunswick. Elle recense toutes les bandes indiennes reconnues par Affaires autochtones et du Nord Canada dont le siège est dans la province canadienne du Nouveau-Brunswick. Ces bandes indiennes sont classées par ordre alphabétique de leur nom officiel.

## Liste
- Bilijk
- Buctouche MicMac
- Eel Ground
- Eel River Bar First Nation
- Elsipogtog First Nation
- Esgenoopetitj First Nation
- Fort Folly
- Indian Island
- Madawaska Maliseet First Nation
- Metepenagiag Mi'kmaq Nation
- Oromocto First Nation
- Pabineau
- Saint Mary's
- Tobique
- Woodstock

## Annexe